# Ljubov Dobrzjanskaja
Ljubov Ivanovna Dobrzjanskaja (ryska: Любовь Ивановна Добржанская), född 24 december 1905 i Kiev, död 3 november 1980 i Moskva, var en sovjetisk sångerska och skådespelare.